# Lake Dutton
Lake Dutton är en sjö i Australien. Den ligger i delstaten South Australia, omkring 380 kilometer norr om delstatshuvudstaden Adelaide. Lake Dutton ligger 62 meter över havet. Arean är 52 kvadratkilometer. Den sträcker sig 10,1 kilometer i nord-sydlig riktning, och 11,1 kilometer i öst-västlig riktning.
Omgivningarna runt Lake Dutton är i huvudsak ett öppet busklandskap. Trakten runt Lake Dutton är nära nog obefolkad, med mindre än två invånare per kvadratkilometer. Genomsnittlig årsnederbörd är 237 millimeter. Den regnigaste månaden är maj, med i genomsnitt 45 mm nederbörd, och den torraste är oktober, med 4 mm nederbörd.